# Pride 5
Pride 5 foi um evento de artes marciais mistas promovido pelo Pride Fighting Championships. Esse foi o primeiro evento do Pride promovido pela Dream Stage Entertainment, que assumiu para Kakutougi Revolution Spirits. O evento aconteceu no Nagoya Rainbow Hall em Nagoya, Japão, em 29 de abril de 1999. Esse evento marcou a estréia no Pride de Mark Coleman e Vitor Belfort. Também contou com uma demonstração de Gracie jiu-jitsu por Rickson Gracie e Royler Gracie. Os comentários do idioma inglês desse evento foram feitos por Stephen Quadros e Bas Rutten.